# Jennifer Niven
Jennifer Niven (ur. 14 maja 1968 w Charlotte) – amerykańska scenarzystka, a następnie pisarka. Autorka książki Wszystkie jasne miejsca, zekranizowanej jako film pod tym samym tytułem.

## Książki
Opracowano na podstawie:
- The Ice Master (2000)
- Ada Blackjack (2003)
- Velva Jean Learns to Drive (2009)
- The Aqua Net Diaries (2010)
- Velva Jean Learns to Fly (2011)
- Becoming Clementine (2012)
- American Blonde (2014)
- Wszystkie jasne miejsca(inne języki) (2015, ang. All the Bright Places)
- Podtrzymując wszechświat (2016; ang. Holding Up the Universe)
- Bez tchu (2020; ang. Breathless)

## Życie prywatne
Niven urodziła się 14 maja 1968 w Charlotte. Jest córką Penelope Niven, nauczycielki języka angielskiego i pisarki, autorki między innymi biografii Carla Sandburga.
Jennifer Niven jest absolwentką Drew University, uczęszczała również na American Film Institute.